# 再见哈瓦那
《再见哈瓦那》（英語：Bye Bye Havana）是一部描写古巴生活的快节奏流意识纪录片，由J.迈克尔·塞费特执导的，在古巴拍摄和编辑经历2年时间。外交政策杂志称本片“菲德尔（卡斯特罗）留下来的古巴的多彩和清醒的画面””。

## 官方选择
《再见哈瓦那》于2005年10月16日在美国劳德代尔堡国际电影节首映，并在世界各地的节日放映，包括：2006年4月22日奥斯汀的拉丁美洲国际电影节，蒂伯龙电影节，在2006年12月6日和8日爱沙尼亚塔林黑夜电影节。2007年2月21日，于Free Speech TV和Dish Network卫星频道9415和150社区有线电视台四次播出，潜在观众超过25万人。本片也在蒙古国家广播电视台播出。

## 奖项
2006年，本片获得亚特兰大国际纪录片电影节最佳后期制作奖。

## 评价
- NewsMax：“值得寻找的四部古巴纪录片”[6]
- inCUBAdora：“古巴的地下指南”[7]